# Jorge Fernandes
Pour les articles homonymes, voir Fernandes.
Jorge Fernandes, né le 2 avril 1997 à Braga au Portugal, est un footballeur portugais qui évolue au poste de défenseur central au Al-Fateh SC.

## Biographie

### Débuts professionnels
Né à Braga au Portugal, Jorge Fernandes est formé par le FC Porto. Le 13 octobre 2017, il joue son premier match en professionnel, à l'occasion d'une rencontre de coupe du Portugal face au Lusitano GC. Il entre en jeu à la place d'Iván Marcano et son équipe s'impose sur le score de six buts à zéro.
Le 31 janvier 2018, Jorge Fernandes est prêté au CD Tondela. C'est avec ce club qu'il fait ses débuts en Liga NOS. Il joue son premier match dans la compétition le 9 février 2018, face à Paços de Ferreira. Il entre en jeu à la place de celui qui a ouvert le score, Pedro Nuno, et son équipe s'impose par deux buts à zéro ce jour-là.

### Vitória Guimarães
Le 1er août 2020, Jorge Fernandes s'engage avec le Vitória Guimarães pour un contrat courant jusqu'en juin 2025,. Il joue son premier match sous ses nouvelles couleurs le 18 septembre 2020, lors de la première journée de la saison 2020-2021 face au Belenenses SAD. Il est titularisé et son équipe s'incline par un but à zéro.

### En sélection
Jorge Fernandes commence sa carrière internationale avec l'équipe du Portugal des moins de 17 ans, jouant au total deux matchs en 2013.
Jorge Fernandes joue son premier match avec l'équipe du Portugal espoirs, le 23 mars 2018 contre le Liechtenstein. Il est titularisé en défense centrale lors de ce match remporté largement par son équipe (7-0).